# Hoploscopa
Hoploscopa és un gènere d'arnes de la família Crambidae.

## Taxonomia
- Hoploscopa anamesa Tams, 1935
- Hoploscopa astrapias Meyrick, 1886
- Hoploscopa aurantiacalis (Snellen, 1895)
- Hoploscopa brunnealis (Snellen, 1895)
- Hoploscopa diffusa (Hampson, 1919)
- Hoploscopa luteomacula Nuss, 1998
- Hoploscopa mediobrunnea (de Joannis, 1929)
- Hoploscopa metacrossa (Hampson, 1917)
- Hoploscopa nauticorum Tams, 1935
- Hoploscopa obliqua (Rothschild, 1915)
- Hoploscopa ocellata (Hampson, 1919)
- Hoploscopa persimilis (Rothschild, 1915)
- Hoploscopa quadripuncta (Rothschild, 1915)
- Hoploscopa semifascia (Hampson, 1919)
- Hoploscopa subvariegata (Rothschild, 1915)
- Hoploscopa triangulifera (Hampson, 1919)